# Ninoslav Marina

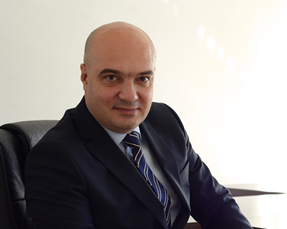
Ninoslav Marina (2015)

Ninoslav Marina (* 25. September 1974 in Skopje) ist Rektor der University of Information Science and Technology in Ohrid, Nordmazedonien.

## Biographie
Nach einem Studium an der Fakultät für Elektrotechnik der Universität Skopje promovierte Ninoslav Marina im Jahre 2004 an der École polytechnique fédérale de Lausanne (EPFL) mit einer Partnerschaft zum Nokia-Forschungszentrum in Helsinki. Seine Dissertation behandelte die Informationstheorie mit Anwendung in der drahtlosen Kommunikation. Ninoslav Marina war von 2005 bis 2007 Direktor der Entwicklungsabteilung von Sowoon Technologies. Von 2007 bis 2008 war er Gastwissenschaftler an der Universität Manoa in Hawaii. Anschließend, von 2008 bis 2009, arbeitete er als Postdoktorand an der Universität Oslo. Während der Zeit von 2010 bis 2012 war Ninoslav Marina promovierter wissenschaftlicher Postdoktorand an der Princeton University. Er hat noch immer eine Position als Postdoktorand in Princeton.
Marina war Gastprofessor an 20 Universitäten, unter anderem in den Vereinigten Staaten, in Japan, England, Israel, Russland, Brasilien, Hongkong, Norwegen, Finnland, Portugal und Tschechien.
Er besitzt Erfahrungen im Fundraising (Sponsorengelder), was Programme von Swiss CTI, Swiss NSF, der Europäischen Kommission und der Europäischen Raumfahrtagentur einschließt. Er ist Gutachter im sechsten und siebten Forschungsrahmenprogramm der Europäischen Kommission. Marina ist ein Senior-Mitglied der IEEE und einer der Mitgründer der Mazedonischen Sektion der IEEE Information Theory Society.